# 雅各賓俱樂部
憲法之友協會（法語：Société des amis de la Constitution），在1792後重新改名為雅各賓黨，自由和平等之友協會（法語：Société des Jacobins, amis de la liberté et de l'égalité），通稱雅各賓俱樂部，是法國大革命發展期間在政治上最有名的和最有影響力的俱樂部。最初是由來自布列塔尼反保皇黨代表創立，俱樂部成長為一個全國性的共和運動，估計有50萬以上的會員。雅各賓俱樂部是多元政治主張團體組合建構的，包括1890年代早期的兩個主要的議會派系，激進的山嶽派和更溫和的吉倫特派。其成员被统称为“雅各宾派”。
1792年3月，吉倫特派（由雅克·皮埃爾·布里索和包括托馬斯·潘恩領導）主導雅各賓俱樂部，並領導國政。因為相信革命後的法國不會被周圍的鄰國所接受，他們訴諸積極的外交政策，並啟動對奧地利的戰爭。當雅各賓派推翻帝制，並建立了共和國時期，吉倫特派是佔主導地位的派別。當共和國未能兌現被期待的不現實利益，他們失去了人民的支持。吉倫特派力圖遏制狂熱的革命暴力，因此被山嶽派指責成為保皇派同情者。最終國民自衛軍不再支持吉倫特派，導致山嶽派發動政變。
1793年5月，山嶽派領導人馬克西米連·羅伯斯比爾，成功的將吉倫特派邊緣化並控制政府的運作，直到1794年七月。政府在他們掌控期間的特點是激進的立法及實施非常強烈的政治暴力。1793年六月，他們批准了法蘭西1793年憲法規範了人類文明歷史上首次普遍性男性選舉權。1793年九月，吉倫特派21位主要領導人被送上斷頭台，開始實施恐怖統治。十月，恐怖期間，在最有資格選民缺席的請況下，新憲法獲得公投通過。第一次反法同盟戰爭期間，山嶽派表面上是為了抑制旺代暴亂和聯邦主義的暴亂，並防止任何其他的暴亂，在全國處決了數以萬計的敵對者。
1794年7月27日，發生歷史稱之為熱月政變的事件，馬克西米連·羅伯斯比爾被拘捕並失去了權力。第二天包括包括羅伯斯庇爾在内的共22位領導人被處決，雅各賓俱樂部被關閉。
今天，雅各賓和雅各賓主義都被使用表達不同的意涵。在英國，術語“雅各賓”已經主要是和山嶽派相連結，尤其是當它表現出教條主義和暴力鎮壓，它被用作代表激進主義，左派革命政治。在法國，“雅各賓”現在一般指對中央強而有力集權共和政府的支持者或對政府擁有廣泛干預改造社會權力的支持者。這也有用於其他相關的意義，表明支持一個國家教育體系應大力推動和灌輸公民價值，建立強大的民族國家能夠抵抗外國各方面的干擾。

## 历史

### 創立過程

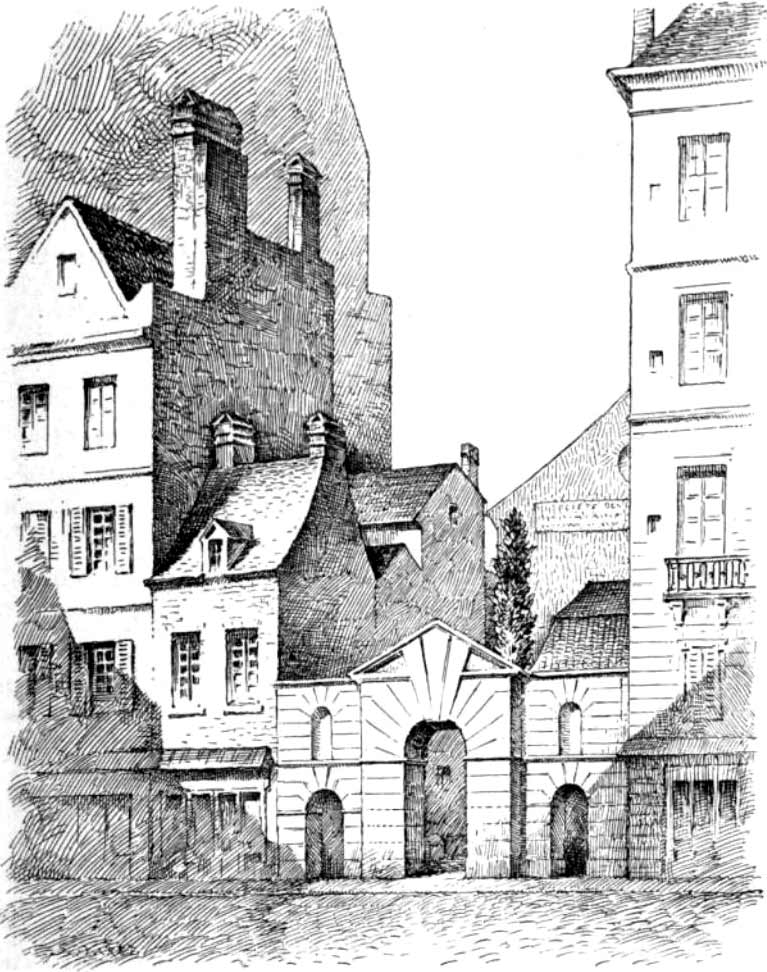
雅各賓俱樂部位在巴黎聖奧諾雷路的大門

该俱乐部因為成员在巴黎圣奥诺雷街雅各宾修道院聚會而得名。該俱樂部原名是“布列塔尼俱樂部”，是由布列塔尼地區選出參加三領域等級會議代表在伊夫林省凡爾賽成立的。
三領域等級會議在凡爾賽宮召開，最初俱樂部都是來自布列塔尼的代表。然而，很快的來自法國其他地區的代表也都加入了。早期的佔主導地位的成員有伯爵米拉波、巴黎代表神甫西哀士、多菲內代表安托萬·巴納夫、杰羅姆·佩蒂翁、亨利·格雷瓜尔、夏尔-马洛·德·拉梅特、亚历山大·德·拉梅特、馬克西米連·羅伯斯比爾、阿尔芒·德西雷·德维涅罗·迪普莱西和路易·马里·德·拉雷韦利埃-莱波。這時期，聚會是秘密的，關於會議召開時間及內容，可追蹤的記錄很少。

### 轉移到巴黎
在1789年10月凡爾賽婦女大遊行時，俱樂部，已回復完全由布列塔尼省的國民制憲議會核心小組代表們組成。得到來自倫敦革命學會祝賀法蘭西“正在爭取他們的自由”的賀詞後，導致國民制憲議會的議員建立它們自己的“革命學會”政治俱樂部，俱樂部在1789年11月重新組建。這團體租用毗鄰議會地點的圣奥诺雷街雅各宾修道院的食堂作為聚會討論的場所。因為道明會在巴黎的第一棟房子在聖雅克街，道明會在法蘭西被命名為“雅各賓”，從開始就被敵對者嘲弄稱呼這個俱樂部。1791年憲法頒布之後，他們就採用憲法之友巴黎雅各賓學會這稱號，1792年9月21日君主制廢除後改名為自由和平等之友雅各賓學會。他們持續租用了修道院的食堂、圖書館和教堂。

### 快速成長
遷移到巴黎，俱樂部經歷快速演變。第一巨大變化是除了代表外，擴展到其他成員也加入了。所有公民都被允許加入，甚至外國人也歡迎：1790年1月18日英國作家亞瑟·楊格以這種方式加入了俱樂部。雅各賓俱樂部的聚會很快就成為一個激進且激奮的演講場所，鼓吹推動共和主義、普遍教育、普選、政教分離以及其他的改革。在1790年2月8日社會正式採用由安托萬·巴納夫制定的規則架構了更廣泛的基礎，這些規則由主席與阿尔芒·德西雷·德维涅罗·迪普莱西共同簽名發出。俱樂部的目標被定為：
1. 在國民議會決定前，議題須預先討論；
2. 致力於根據自然法架構的人權和公民權宣言序言精神建立並強固憲法；和
3. 與同類型其他學會聯繫形成共同思想領域。

與此同時選舉秩序的規則被確定，俱樂部的章程也訂定。每個月選出一個主席，四名秘書，財務員，和委員會監管選舉和演示文稿，通信和俱樂部的管理。任何成員經由語言或行動表明，他的本質是違反規章和人的權利將被開除，這規則以後排除溫和的元素後促進了俱樂部的“淨化”。
依據第7章，俱樂部決定接納法蘭西其他地區類似社團並與他們保持經常性的聯繫。這最後的規定是具有深遠的意義。到1790年8月10日已經有152所分支俱樂部；在1791年春季對反革命保皇黨的襲擊導致它們的數量大幅增加，在年底雅各賓派的分支機構網絡遍布法蘭西。在高峰期有至少在7000各分會在法蘭西全境，估計有五十萬以上的會員。正是這一點，廣泛分佈的分會及高度集中的組織賦予雅各賓俱樂部難以應付的強大力量。

### 初創期的中庸節制
在初期，雅各賓俱樂部不是由非常規的政治觀點區別。而是加入的成員有些局限於較富有者，直到最後它都是 — 在巴黎的中央學會的有關人員 — 幾乎完全由專業人士組成，如羅伯斯庇爾，或是富裕的資產階級，像釀酒商安托萬·約瑟夫·桑泰爾。然而，從開始，其他構成分子也就存在。除了奧爾良公爵路易-菲利普二世的十幾歲的兒子，路易-菲利普一世，未來的法蘭西國王，類似阿尔芒·德西雷·德维涅罗·迪普莱西的自由派貴族，克洛德-维克托·德布罗伊，或諾阿耶子爵和資產階級等組成的多數會員，俱樂部也包含這些人物，如“老爹”米歇爾·热拉尔（"père" Michel Gérard，1735年至1815年），是布列塔尼地區蒂埃勒昂蒙热尔蒙（法語：Tuel-en-Montgermont）的自耕農，他的粗糙常識被推崇為民間神諭智慧，他的鄉下人背心和辮狀頭髮後來就成為雅各賓時尚的典範。一直到共和國的前夕，俱樂部公開的支持君主制；它沒參與1791年7月17日廢黜國王的請願，即使在1792年6月10日和8月10日暴動也沒有任何正式的介入。俱樂部激進化，是因它的保守成員在1791年七月離開組織自己的斐揚俱樂部。這個俱樂部看來遠遠比不上雅各賓派的成功，勉強倖存了一年，執政的成員被逮捕以叛國罪受審。

### 恐怖統治
1792年8月10日，巴黎市民衝進杜樂麗宮，廢除了君主制，之後羅伯斯庇爾成了雅各賓俱樂部的核心人物，在1792年秋組建的國民公會，他的派系成為人們熟知的雅各賓派。他們起先是一個少數群體，被稱為“山岳派”（法語：La Montagne），因為他們在國民公會開會時一起坐在會議廳高處；他們在春天開始對奧地利的戰爭抱持著懷疑態度，但支持國內更具革命性的行動。雅各賓派在1793年春季得到巴黎暴徒的支持，威嚇住國民公會，接掌越來越多的權力，五月底的一場政變掌握了最高權力。他們掌握權力期間在國民公會反復地清除他們認為不忠於共和國者，而雅各賓專政恐怖統治和廣泛實施的處決計劃，一直到1794年夏天才一併結束。

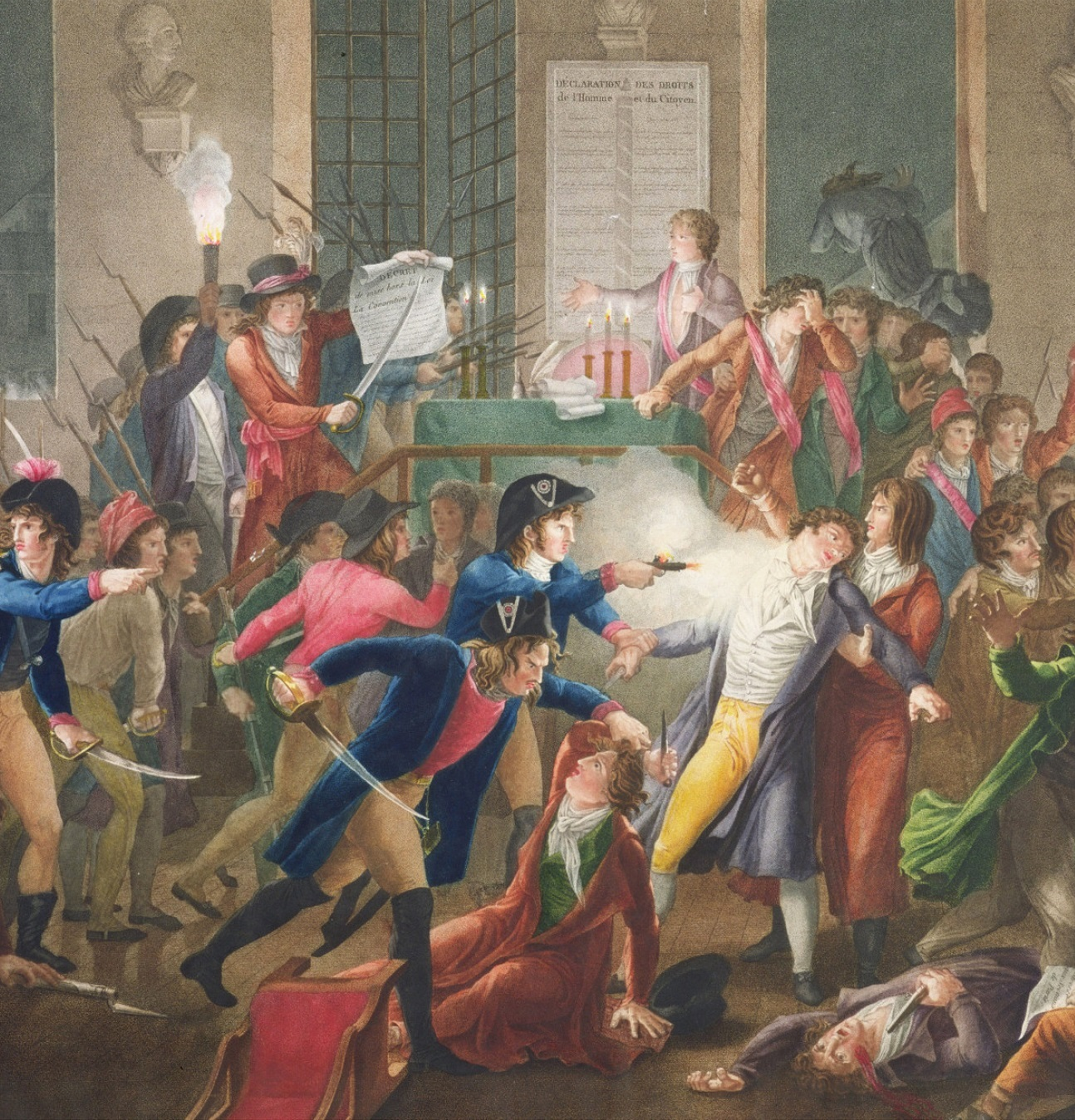
1794年7月27日晚上夏尔-安德烈·梅尔达開槍射擊羅伯斯庇爾

羅伯斯庇爾，一般認為是這個成功派別的代言人，很尊崇他的人，評價他是“堅強無私地獻身於理想的人”（英語：the sea-green incorruptible），並設置了美德共和國的口號標語，直到雅各賓派“最後的清洗，1794年7月27 的熱月政變。一些目擊者說，羅伯斯庇爾被士兵開槍射傷（一些歷史學家說他自殺未遂）；無論如何，他的下顎被打碎了。第二天，1794年7月28日，他被處決。雅各賓俱樂部的領導層，在羅伯斯庇爾的反覆清洗下，處決了太多人，1794年11月12日，已經元氣大傷的雅各賓派被解散。雅各賓派無與倫比的權力，僅根基於很狹小的實體基礎。俱樂部的專制到審訊裁判所，無論任何顯赫或卑微的人都不能逃脫它們施用的監控和告發系統。雅各賓派的權力常常摸索著尋找巴黎無套褲漢底層階級的勢力，當認為有必要展示其力量時，便從街頭集中惡質群眾對抗國民公會，這是雅各賓派他們能夠依賴的可靠支持。然而，在恐怖統治的高峰期，雅各賓派他們自己在巴黎能夠命令指揮的力量卻不超過3000人。而他們擁有如此影響力或力量的一個主要原因，是由於在革命期間巴黎和各省普遍性陷於無組織的混亂中，而雅各賓派他們是獨自有組織的。
對於雅各賓派的行動，在共和時期的作家和一些現代學者會提出與眾不同的論點：那就是法蘭西在內有內戰和外有敵對國家的威脅下，需要恐怖統治來型塑法蘭西聯合共和國是能夠抵抗這種雙重危險的紀律。

### 失去權力

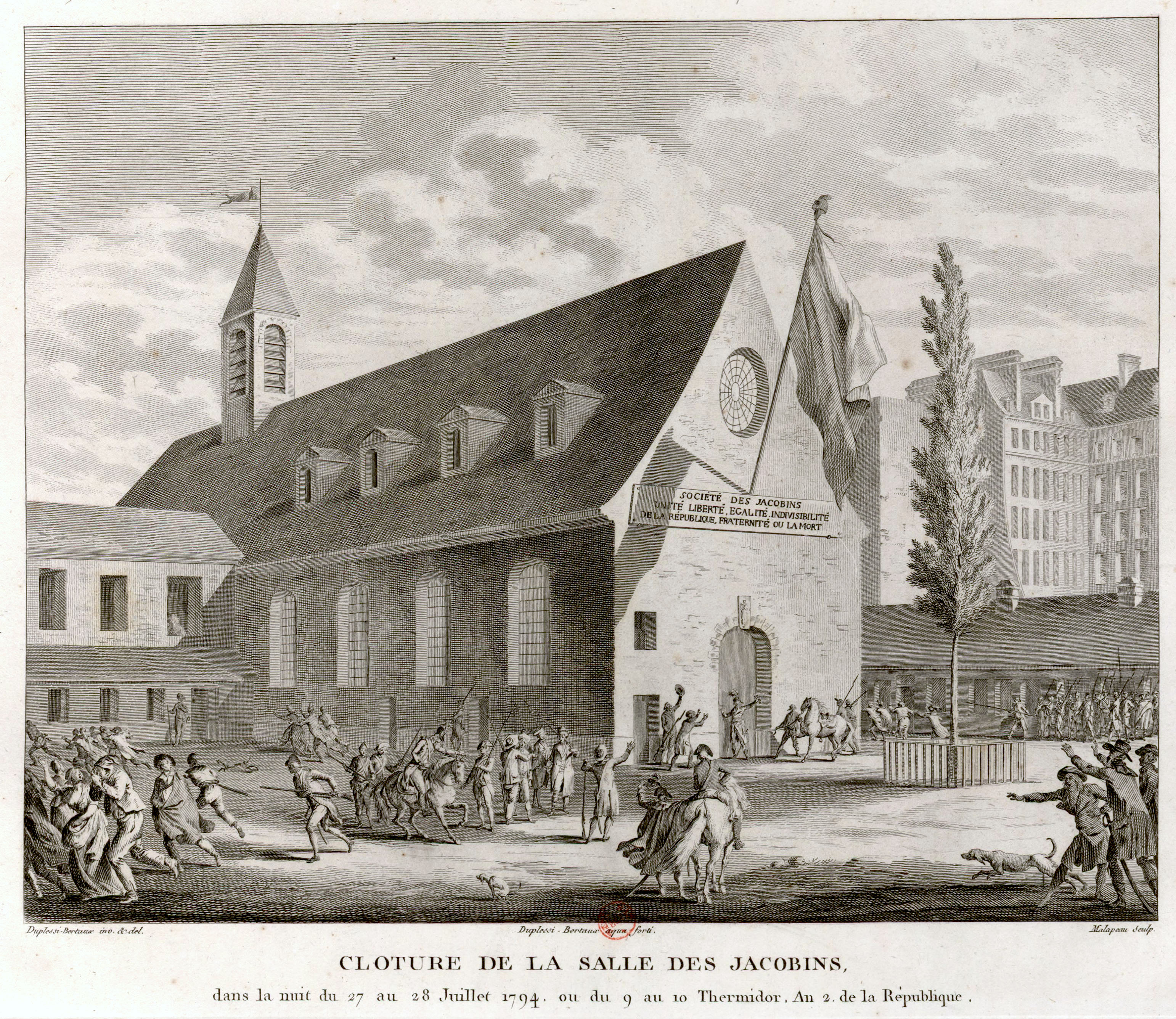
" 1794 年 7 月 27-28，共和國第2 年，雅各賓俱樂部關閉 "雕刻

許多熱月黨人的敵人加盟，試圖重新啟動雅各賓俱樂部，但最終在1794年11月11日，還是關閉了。它的成員和他們的同情者散落在各咖啡館，在那裡年輕的“貴族”被稱之為鍍金青年對他們發動殘酷的棍棒和椅子戰爭。儘管如此，雅各賓派以某種隱密的方式存活下來，在1795年11月25日，以先賢祠俱樂部名稱出現，並於1796年2月被鎮壓。（細節參照格拉克斯·巴貝夫）在1799年七月是最後一次嘗試重組雅各賓的信徒以“平等與自由之友集會”（法語：Réunion d'amis de l'égalité et de la liberté）為基礎，它的總部設在杜樂麗宮的马内日大厅，從而被稱為马内日俱乐部。它是由保羅·巴拉斯贊助，兩個議會的立法機關有大約250位成員，其中包括許多前雅各賓派的著名人物。出版名為《自由日報》的報紙，讚揚羅伯斯庇爾和格拉克斯·巴貝夫的崇高，並抨擊督政府為“五人君主政體”（法語：“royauté pentarchique”）。但是，那時的輿論是中庸派或保皇派佔優勢，俱樂部的定期刊物及在街頭都被猛烈攻擊。令政府產生高度的懷疑；它聚會地點不得不從杜樂麗宮改到在渡船路的雅各賓派教堂，但在8月它被取締，之後不到一個月就解散了。其成員通過支持拿破崙·波拿巴的政變取代督政府替他們自己報仇。

## 影響

### 政治影響
雅各賓運動激勵了廣大群眾間的愛國主義和自由情緒。這運動的當代人物，如國王路易十六，印證了革命運動的有效性不是來自於“武力和士兵的刺刀、槍、大砲和砲彈，而只是經由政治力量的特性”。最終，雅各賓派控制了幾個關鍵的政治機構，特別是救国委員會，並通過它掌控國民公會，這不僅是立法機關，而且自身也參與行政機構和司法機構的職能。雅各賓派作為一種政治力量被看作是“較不自私，更愛國，更同情巴黎底層群眾。”這使他們獲得超凡魅力的權威地位，這能有效地產生和利用公眾壓力，創造和滿足無套褲漢對個人自由和社會進步的訴求。雅各賓俱樂部發展出法蘭西共和體制政府機構和革命的純潔性，放棄了原先的自由放任的經濟的觀點而傾向於經濟干預主義。1789年8月4日他們已經正式決定了法國封建制度的廢除，但是一項規定對被廢除的特權提供補償的條款一直阻止該措施的落實，直到他們掌權後，法國的封建制度才被真正的廢除。
馬克西米連·羅伯斯庇爾由革命一開始就登上政治舞台，三領域等級會議在亞多亞被選為代表。羅伯斯庇爾被視為雅各賓運動典型的政治力量，比君主專制政體更無情的敵視自由。作為盧梭的信徒，羅伯斯庇爾的政治觀點都植根於盧梭的社會契約論所倡導的“人類權利”觀念。羅伯斯比爾認為讓更多人吃飯的權利較個別商人的權利更重要。“我向你們譴責人民的刺客，你們回應說“讓他們（糧商）按自己的意志去做”，在這樣的系統中，所有人都是反社會；所有人都偏愛於糧商。”羅伯斯庇爾在1792年12月2日的講話中進一步闡述這一概念：“什麼是社會的首要目標？要保持人類‘沒有文件證明’的權利。這些權利哪項是首要？生存的權利。”
對雅各賓運動的終極政治手段是恐怖統治，經由擁有行政權力的救国委員會全面監督，淨化，團結共和國。委員會制定徵用，配給和徵兵制度整頓新國民軍隊。他們實施恐怖統治，作為打擊那些他們認為是內部敵人的一種手段；羅伯斯庇爾宣稱，“你的政策第一箴言應該是以理性引領人民和以恐怖領導人民的敵人”。男女爱国者友爱协会的聚會地點是雅各賓使用的道明会老圖書館，逐漸的，男女爱国者友爱协会就成為雅各宾俱乐部为女性分配特殊席位的常客。

### 文化影響
法國大革命期間的雅各賓主義運動文化影響力圍繞著公民創造能力。正如1762年盧梭社會契約論的評論：“人是生而自由的，但卻無往不在枷鎖之中”；“公民是個體與公共意志之間崇高互惠的約定表現”；一個理想的社會建立於人與人之間而非人與政府之間的契約關係。公民和公共意志的這觀點，一旦授權實施，能夠同時包含人權和公民權宣言，和法蘭西1793年憲法所採用的自由，然而隨後設立的革命法庭機構立即中止了憲法和所有正常法律授予的無罪推定原則。
雅各賓派認為他們自己是立憲派，致力於維護人權和公民權宣言，尤其以該宣言第二條 : “任何政治結合的目的都在於保存人的自然的和不可動搖的權利。這些權利就是自由、財產、安全和反抗壓迫。”的原則。憲法保證對法國社會中個人自由和社會進步的保障。雅各賓運動的文化影響是有效地增強這些基本知識，發展了革命環境。憲法被大多數的雅各賓派推崇，雅各賓派成為崛起的公民和新興共和國的基礎。
雅各賓是教會和無神論的敵人。他們設立了一個新的宗教崇拜，以取代天主教。 他們主張政府精心組織的恐怖統治，作為法律規則和暴民暴力行為的替代品，但是更加隨心所欲的恐怖，他們掌握權力時，外有1793年第一次反法同盟的攻擊，內有保皇派策動的內戰。掌權的雅各賓派不但成功推翻舊制度，並成功避免了軍事的失敗護衛了革命。然而，要做到這一點，他們為法國大革命帶來最血腥的階段，而且是個人最沒有公平待遇的時期。他們鞏固了法國共和，並極大地促進了世俗主義與民族意識，直到今日依然是法國共和制度的標誌。他們無情和無審判的方法，許多人由此認為這是革命過程的恥辱。導致熱月政變關閉了所有的雅各賓俱樂部，解除所有雅各賓派掌握的權力，並宣告許多人的死亡或流放國外，遠遠超出山岳派身份。

## 雅各賓俱樂部的主席列表
- 1789年：安托萬·巴納夫
- 1789年：伊萨克·勒内·居伊·勒沙普利耶（英语：Isaac René Guy le Chapelier）
- 1789年至1790年：雅克-弗朗索瓦·梅努（英语：Jacques-François Menou）
- 1790年至1791年：奧諾雷·米拉波
- 1791年至1792年：皮埃尔-安托万·安东内勒（英语：Pierre-Antoine Antonelle）
- 1792年至1793年：讓-保爾·馬拉
- 1793年至1794年：馬克西米連·羅伯斯比爾
- 1794年至1795年：缺位

## 延伸閱讀
- Azurmendi, Joxe. Historia, arraza, nazioa, Donostia: Elkar, 2014. ISBN 9788490272978
- Brinton, Crane. . Transaction Publishers. 1930 (2011)  [2016-05-15]. （原始内容存档于2020-06-20）.
- Desan, Suzanne. "'Constitutional Amazons': Jacobin Women's Clubs in the French Revolution." in Re-creating Authority in Revolutionary France ed. Bryant T. Ragan, Jr., and Elizabeth Williams. (Rutgers UP, 1992).
- Harrison, Paul R. The Jacobin Republic Under Fire: The Federalist Revolt in the French Revolution (2012) excerpt and text search
- Higonnet, Patrice L.-R. Goodness beyond Virtue: Jacobins during the French Revolution (1998) excerpt and text search （页面存档备份，存于）
- Kennedy, Michael A. The Jacobin Clubs in the French Revolution, 1793–1795 (2000)
- Lefebvre, Georges. The French Revolution: From 1793 to 1799 (Vol. 2. Columbia University Press, 1964)
- Marisa Linton, Choosing Terror: Virtue, Friendship and Authenticity in the French Revolution (Oxford University Press, 2013).
- McPhee, Peter. Robespierre: A Revolutionary Life (Yale University Press, 2012) excerpt and text search （页面存档备份，存于）
- Palmer, Robert Roswell. Twelve who ruled: the year of the Terror in the French Revolution (1941)
- Soboul, Albert. The French revolution: 1787–1799 (1975) pp 313–416

### 主要來源
- Stewart, John Hall (编). . New York: Macmillan. 1951: 454–538  [2015-04-16]. （原始内容存档于2021-06-18）.

## 外部連結
- The Jacobins （页面存档备份，存于）曼荷莲学院課程網頁